# Finnish International 2003
Die Finnish International 2003 fanden vom 3. bis zum 6. April 2003 in Helsinki statt. Es war die siebente Austragung dieser internationalen Meisterschaften von Finnland im Badminton.

## Medaillengewinner
| Disziplin    | Gold                                | Silber                         | Bronze                           |
| ------------ | ----------------------------------- | ------------------------------ | -------------------------------- |
| Herreneinzel | Kasperi Salo                        | George Rimarcdi                | Conrad Hückstädt                 |
| Herreneinzel | Kasperi Salo                        | George Rimarcdi                | Kasper Ødum                      |
| Dameneinzel  | Xu Huaiwen                          | Petya Nedelcheva               | Anu Weckström                    |
| Dameneinzel  | Xu Huaiwen                          | Petya Nedelcheva               | Sara Persson                     |
| Herrendoppel | Mikhail Kelj Victor Maljutin        | Thomas Laybourn Jesper Thomsen | Imanuel Hirschfeld Jörgen Olsson |
| Herrendoppel | Mikhail Kelj Victor Maljutin        | Thomas Laybourn Jesper Thomsen | David Lindley Ian Palethorpe     |
| Damendoppel  | Kamila Augustyn Nadieżda Kostiuczyk | Julie Houmann Lene Mørk        | Maria Koloskova Elena Shimko     |
| Damendoppel  | Kamila Augustyn Nadieżda Kostiuczyk | Julie Houmann Lene Mørk        | Claudia Vogelgsang Xu Huaiwen    |
| Mixed        | Thomas Laybourn Julie Houmann       | Kasper Ødum Lene Mørk          | Jesper Thomsen Jeanette Lund     |
| Mixed        | Thomas Laybourn Julie Houmann       | Kasper Ødum Lene Mørk          | Kristian Roebuck Emma Hendry     |